# Бегоня Нарваес
Бегоня Нарваес (на испански: Begoña Narváez) е мексиканска актриса.

## Биография
Родена е на 11 юли 1987 г. в Гуадалахара. Още на 16-годишна възраст се записва да учи школата на Телевиса - CEA. След завършването се снима в младежките теленовели „Пощенски код“ (2006) и „Малки момичета като теб“ (2007). През 2010 г. получава ролята на Мариса в теленовелата „Сакатийо“. Навлиза в компания Телемундо през 2012 г. с отрицателната роля на Барбара Монтенегро в теленовелата „Диамантената роза“, заедно с Маурисио Очман, Карла Ернандес, Лупита Ферер и др. През 2014 г. отново се снима за американската компания с роля на злодейка в продукцията „Самозванка“, където си партнира с Лисет Морелос, Себастиан Сурита, Кристиан Бах, Мануел Ландета, Маурисио Енао и др.

## Филмография

### Теленовели
- Самозванка (2014) – Мариана Серано
- Диамантената роза (2012) – Барбара Монтенегро
- From Prada to nada (2011) – Кари
- Сакатийо (2010) – Мариса
- Розата на Гуадалупе (2009) – Селесте
- Малки момичета като теб (2007) – Исабел Флорес
- Пощенски код (2006) – Ейми

### Театър
- Hard Candy (2014) – Хайли

## Личен живот
По време на снимките на „Диамантената роза“, актрисата се запознава с Маурисио Очман. Двамата са заедно 10 месеца и през юни 2013 г. решават да прекратят връзката си по взаимно съгласие, като остават в приятелски отношения. Двамата отново се събират, но през лятото на 2014 г. се разделят окончателно.